# Мурманский берег
Му́рманский бе́рег (устар. Му́рман , устар. Помо́рский бе́рег, устар. Ру́сский бе́рег) — берег Баренцева моря от российско-норвежской границы до мыса Святой Нос. 
Берег скалистый и слабо расчленённый, имеет несколько глубоко врезающихся заливов (Кольский, Мотовский и другие), вдоль берега — ряд островов (наиболее крупный — Кильдин). Участки Баренцева моря, прилегающие к берегу, являются местом рыбного промысла. Выделяют Западный Мурман, к западу от Кольского залива, и Восточный Мурман, к востоку от этого залива. Важнейший порт — Мурманск. Восточнее мыса Святой Нос начинается Терский берег Белого моря.

## Климат
На Мурманском берегу одно из самых низких атмосферных давлений на земле (на уровне моря) (750 миллиметров ртутного столба, или 99 990 Па).
На метеостанции «Остров Харлов» 8 февраля 1986 года была зафиксирована наибольшая скорость ветра в России — 187 км/ч (52 м/с).

## Заливы

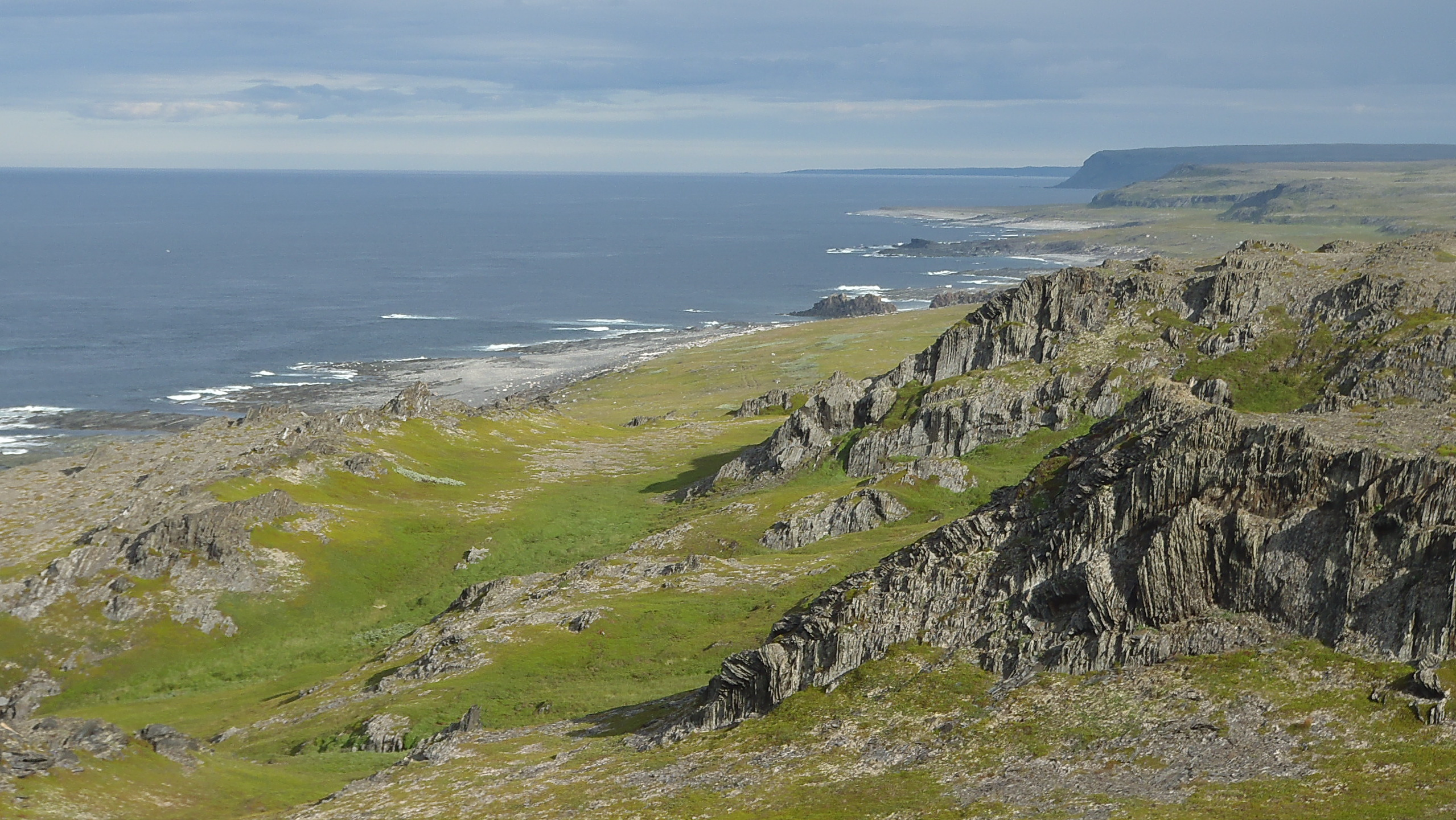
Мурманский берег на полуострове Рыбачий

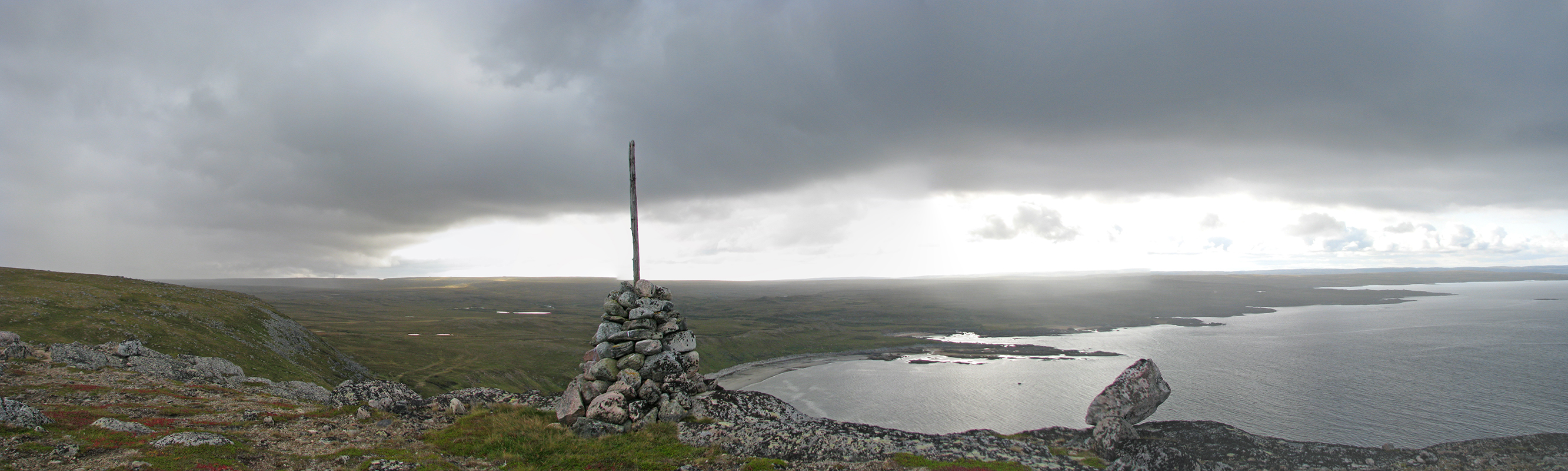
Мурманский берег с мыса Святой Нос

Крупнейшие заливы Мурманского берега (с запада на восток):
- Полютиха-Западная
- Долгая Щель
- Печенга
- Амбарная
- Малая Волоковая
- Мотовский залив
- Китовая
- Титовка
- Западная Лица
- Вичаны
- Ура
- Лодейная
- Кольский залив
- Териберская
- Варзина
- Дроздовка
- Западный Нокуевский залив
- Восточный Нокуевский залив
- Святоносский залив